# 39645 Davelharris
39645 Davelharris este un asteroid din centura principală de asteroizi.

## Descriere
39645 Davelharris este un asteroid din centura principală de asteroizi. A fost descoperit pe 31 august 1995 la Socorro, New Mexico de Robert Weber. Asteroidul prezintă o orbită caracterizată de o semiaxă mare de 2,43 ua, o excentricitate de 0,14 și o înclinație de 5,7° în raport cu ecliptica.